# Schweizer Skimeisterschaften 1943
Die Schweizer Skimeisterschaften 1943 fanden vom 5. bis zum 7. März 1943 in Arosa und am 7. Februar 1943 in Eigenthal statt. Ausgetragen wurden im Skilanglauf die Distanzen 18 km und 50 km. Beim 18-km-Lauf wurde Willy Bernath und beim 50-km-Lauf Adolf Freiburghaus Erster. Das Skispringen gewann Georg Keller und die Nordische Kombination Otto von Allmen. Im Ski Alpin wurden die Disziplinen Abfahrt und Slalom ausgetragen. Dabei gewann Edy Reinalter das Slalomrennen und Fritz Kaufmann die Abfahrt sowie abschliessend die Alpine Kombination. Bei den Frauen siegte Antoinette Meyer in der Abfahrt und Verena Fuchs im Slalom. In der Wertung der Alpinen Kombination bei den Frauen wurde Hedy Schlunegger Erste. Schweizer Skimeister wurde Otto von Allmen, der die Vierer-Kombinationswertung gewann.

## Vierer Kombination Männer
Die Kombination wurde über eine Punktewertung aus den Ergebnissen von Abfahrt, Skisprung, 18-km-Lauf und Slalom berechnet.
| Platz | Name               | Verein         | Punkte |
| ----- | ------------------ | -------------- | ------ |
| 01    | Otto von Allmen    | Wengen         | 42,13  |
| 02    | Martin Zimmermann  | SC Davos       | 44,86  |
| 03    | Willy Bernath      | Chaux-de-Fonds | 65,03  |
| 04    | Jakob Steiner      | Unterwasser    | 67,69  |
| 05    | Niklaus Stump      | Unterwasser    | 67,71  |
| 06    | Willy Klopfenstein | Adelboden      | 76,68  |

## Skilanglauf

### 18 km
| Platz | Name              | Verein         | Zeit (std) |
| ----- | ----------------- | -------------- | ---------- |
| 01    | Willy Bernath     | Chaux-de-Fonds | 1:37:14    |
| 02    | Martin Zimmermann | SC Davos       | 1:37:43    |
| 03    | Otto von Allmen   | Wengen         | 1:39:10    |
| 04    | Eric Soguel       | Chaux-de-Fonds | 1:39:39    |
| 05    | Max Müller        | Siders         | 1:41:03    |
| 06    | Ernst Berger      | Zürich         | 1:41:08    |

Datum: Samstag, 6. März 1943
 Willy Bernath aus Chaux de Fonds holte mit einer Zeit von 1:37:14 Stunden und mit 29 Sekunden Vorsprung auf Martin Kellermann und Otto von Allmen den Schweizer Meistertitel.

### 50 km
| Platz | Name               | Verein         | Zeit (std) |
| ----- | ------------------ | -------------- | ---------- |
| 01    | Adolf Freiburghaus | Chaux-de-Fonds | 3:36:05    |
| 02    | Hans Schoch        | Urnäsch        | 3:42:02    |
| 03    | Eric Soguel        | Chaux-de-Fonds | 3:44:15    |
| 04    | Max Müller         | Siders         | 3:47:45    |
| 05    | Willy Roth         | Bern           | 3:52:28    |
| 06    | Jakob Sonderegger  | Zürich         | 3:53:43    |

Datum: Sonntag, 7. Februar 1943

 Den 50-km-Lauf gewann Adolf Freiburghaus aus Chaux-de-Fonds in einer Zeit von 3:36:05 Stunden und mit fünf Minuten und 57 Sekunden Vorsprung auf dem Meister von 1941 Hans Schoch. Der Vorjahressieger Victor Borghi gab vorzeitig auf.

## Nordische Kombination

### Einzel
| Platz | Name               | Ort            | Punkte |
| ----- | ------------------ | -------------- | ------ |
| 01    | Otto von Allmen    | Wengen         | 35,82  |
| 02    | Martin Zimmermann  | SC Davos       | 36,08  |
| 03    | Willy Bernath      | Chaux-de-Fonds | 43,40  |
| 04    | Jakob Steiner      | Unterwasser    | 50,71  |
| 05    | Niklaus Stump      | Unterwasser    | 55,16  |
| 06    | Willy Klopfenstein | SC Adelboden   | 62,48  |

Datum: Freitag, den 5. März 1943 und Samstag, 6. März 1943

Die erstmals gewertete Nordische Kombination gewann Otto von Allmen vor Martin Zimmermann und Willy Bernath.

## Skispringen

### Normalschanze
| Platz | Name               | Verein        | Punkte |
| ----- | ------------------ | ------------- | ------ |
| 01    | Georg Keller       | SC Davos      | 231,0  |
| 02    | Ludwig Demarmels   | SC Davos      | 229,1  |
| 03    | Willy Klopfenstein | SC Adelboden  | 226,0  |
| 04    | Marcel Reymond     | Ste. Croix    | 219,7  |
| 05    | Rudolf Felber      | SC Kandersteg | 218,7  |
| 06    | Niklaus Stump      | Unterwasser   | 215,7  |

Datum: Sonntag, 7. März 1943

Georg Keller aus Davos gewann mit Weiten von 55 und 59 Metern auf der Plessurschanze vor Ludwig Demarmels und Willy Klopfenstein. Der Vorjahressieger Hans Almer war nicht am Start.

## Ski Alpin

### Männer

#### Abfahrt
| Platz | Name           | Verein      | Zeit (min) |
| ----- | -------------- | ----------- | ---------- |
| 01    | Fritz Kaufmann | Grindelwald | 6:07,6     |
| 02    | Andrea Robbi   | St. Moritz  | 6:09,2     |
| 03    | Ernst Gamma    | Zürich      | 6:18,4     |

Datum: Freitag, 5. März 1943

#### Slalom
| Platz | Name              | Verein     | Zeit (min) |
| ----- | ----------------- | ---------- | ---------- |
| 01    | Edy Reinalter     | St. Moritz | 2:21,5     |
| 02    | Otto von Allmen   | Wengen     | 2:26,0     |
| 02    | Viktor Demarmels  | SC Davos   | 2:26,0     |
| 02    | Bruno Rota        | St. Moritz | 2:26,0     |
| 05    | Martin Zimmermann | SC Davos   | 2:26,3     |
| 06    | Heinz von Allmen  | Wengen     | 2:26,6     |

Datum: Sonntag, 6. März 1943

#### Kombination
Die Kombination wurde über eine Punktewertung aus den Ergebnissen von Abfahrt und Slalom berechnet.
| Platz | Name             | Verein      | Punkte |
| ----- | ---------------- | ----------- | ------ |
| 01    | Fritz Kaufmann   | Grindelwald | 4,61   |
| 02    | Heinz von Allmen | Wengen      | 5,10   |
| 03    | Edy Reinalter    | St. Moritz  | 5,40   |
| 04    | Peter Kaufmann   | Grindelwald | 5,87   |
| 05    | Otto von Allmen  | Wengen      | 6,31   |
| 06    | Andrea Robbi     | St. Moritz  | 6,42   |

### Frauen

#### Abfahrt
| Platz | Name                | Verein     | Zeit (min) |
| ----- | ------------------- | ---------- | ---------- |
| 01    | Antoinette Meyer    | Hospenthal | 5:38,0     |
| 02    | Erika Paroni-Gasche | Gstaad     | 5:43,2     |
| 03    | Hedy Schlunegger    | Wengen     | 5:43,8     |

Datum: Freitag, 5. März 1943

#### Slalom
| Platz | Name                | Verein     | Zeit (min) |
| ----- | ------------------- | ---------- | ---------- |
| 01    | Verena Fuchs        | SC Davos   | 3:03,4     |
| 02    | Elisa Darnutzer     | SC Davos   | 3:07,4     |
| 03    | Hedy Schlunegger    | Wengen     | 3:11,6     |
| 04    | Gertrud Schumacher  | St. Moritz | 3:16,7     |
| 05    | Erika Paroni-Gasche | Gstaad     | 3:25,4     |

Datum: Samstag, 6. März 1943

#### Kombination
Die Kombination wurde über eine Punktewertung aus den Ergebnissen von Abfahrt und Slalom berechnet.
| Platz | Name                | Verein   | Punkte |
| ----- | ------------------- | -------- | ------ |
| 01    | Hedy Schlunegger    | Wengen   | 4,34   |
| 02    | Verena Fuchs        | SC Davos | 4,45   |
| 03    | Elisa Darnutzer     | SC Davos | 5,72   |
| 04    | Erika Paroni-Gasche | Gstaad   | 8,66   |
| 05    | Lina Mittner        | Chur     | 8,90   |

Datum: Freitag, 5. März 1943 und Sonntag, 7. März 1943